# Enterprise (Oregon)

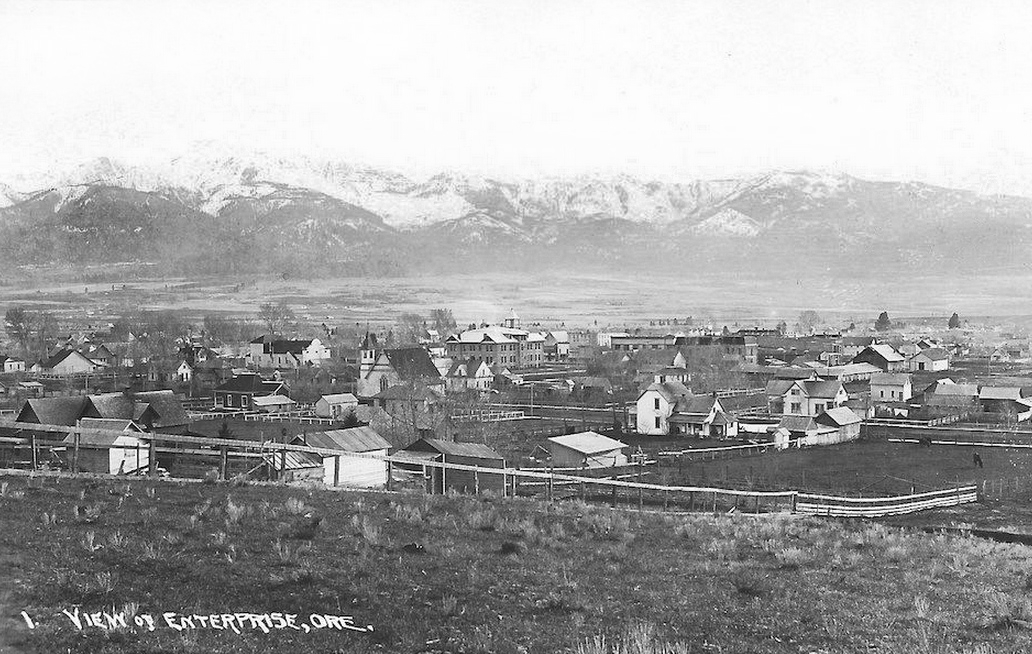
A település 1912-ben

Enterprise az Amerikai Egyesült Államok északnyugati részén, Oregon állam Wallowa megyéjében helyezkedik el, egyben a megye székhelye is. A 2010. évi népszámláláskor 1895 lakosa volt. A város területe 3,96 km², melynek 100%-a szárazföld.

## Történet
A helyiség területét 1886-ban jelölték ki; a névválasztás 1887-ben volt, amikor a „Bennett Flat”, „Wallowa City”, „Franklin” és egyéb más nevek közül az egyik kereskedelmi cég sátrában megtartott gyűlésen az „Enterprise-t” szavazták meg, amely utal a „lakók irányelveire”. Ugyanezen év novemberében alakult meg a postahivatal, melynek vezetője Catherine Akin lett.
A törvényhozás 1889. február 21-én adott városi rangot a településnek.

## Éghajlat
A város éghajlata a Köppen-skála szerint nedves kontinentális (Dfb-vel jelölve). A legcsapadékosabb hónap június–, a legszárazabb pedig a február és július hónapok. A legmelegebb hónap július, a leghidegebb pedig január.
| Hónap                                   | Jan.  | Feb.  | Már.  | Ápr.  | Máj.  | Jún. | Júl. | Aug. | Szep. | Okt.  | Nov.  | Dec.  | Év    |
| --------------------------------------- | ----- | ----- | ----- | ----- | ----- | ---- | ---- | ---- | ----- | ----- | ----- | ----- | ----- |
| Rekord max. hőmérséklet (°C)            | 16,0  | 19,0  | 26,0  | 33,0  | 36,0  | 38,0 | 42,0 | 41,0 | 37,0  | 32,0  | 22,0  | 17,0  | 42,0  |
| Átlagos max. hőmérséklet (°C)           | 1,1   | 4,4   | 8,5   | 13,7  | 18,6  | 22,4 | 28,3 | 27,8 | 22,9  | 16,2  | 7,4   | 2,5   | 14,5  |
| Átlaghőmérséklet (°C)                   | −4,5  | −1,5  | 1,8   | 6,0   | 10,1  | 13,4 | 17,2 | 16,3 | 12,3  | 7,3   | 1,0   | −2,8  | 6,4   |
| Átlagos min. hőmérséklet (°C)           | −10,1 | −7,4  | −5,0  | −1,7  | 1,6   | 4,4  | 6,0  | 4,7  | 1,7   | −1,6  | −5,4  | −8,1  | −1,7  |
| Rekord min. hőmérséklet (°C)            | −37,0 | −38,0 | −29,0 | −18,0 | −10,0 | −6,0 | −2,0 | −5,0 | −11,0 | −18,0 | −30,0 | −29,0 | −38,0 |
| Átl. csapadékmennyiség (mm)             | 23    | 18    | 25    | 30    | 42    | 53   | 18   | 20   | 26    | 27    | 25    | 26    | 333   |
| Forrás: Western Regional Climate Center |       |       |       |       |       |      |      |      |       |       |       |       |       |

## Népesség

### 2010
A 2010-es népszámláláskor a városnak 1940 lakója, 871 háztartása és 522 családja volt. A népsűrűség 489,9 fő/km2. A lakóegységek száma 965, sűrűségük 243,7 db/km2. A lakosok 95,9%-a fehér, 0,3%-a afroamerikai, 0,6%-a indián, 0,5%-a ázsiai, 0,1%-a a Csendes-óceáni szigetekről származik, 0,5%-a egyéb, 2,2%-a pedig kettő vagy több etnikumú. A spanyol vagy latino származásúak aránya 3,1% (2,2% mexikói, 0,4% Puerto Ricó-i, 0,2% kubai, 0,4% egyéb spanyol vagy latino származású.)
A háztartások 24,8%-ában élt 18 évnél fiatalabb. 47,1% házas, 9,1% egyedülálló nő, 3,8% egyedülálló férfi, 40,1% pedig nem család. 34,6% egyedül élt; 13,9%-uk 65 éves vagy idősebb. Egy háztartásban átlagosan 2,17 személy élt; a családok átlagmérete 2,78 fő.
A medián életkor 46 év volt. A város lakóinak 21,2%-a 18 évesnél fiatalabb, 5,9% 18 és 24 év közötti, 21,8%-uk 25 és 44 év közötti, 29,5%-uk 45 és 64 év közötti, 21,6%-uk pedig 65 éves vagy idősebb. A lakosok 48,1%-a férfi, 51,9%-a pedig nő.

### 2000
A 2000-es népszámláláskor  a városnak 1895 lakója, 821 háztartása és 522 családja volt. A népsűrűség 478,5 fő/km2. A lakóegységek száma 952, sűrűségük 240,4 db/km2. A lakosok 96,46%-a fehér, 0,05%-a afroamerikai, 0,95%-a indián, 0,32%-a ázsiai,  1,06%-a egyéb-, 1,16%-a pedig kettő vagy több etnikumú. A spanyol vagy latino származásúak aránya 1,64% (0,8% mexikói, 0,3% Puerto Ricó-i,  0,5% pedig egyéb spanyol/latino származású.)
A háztartások 28,6%-ában élt 18 évnél fiatalabb. 50,8% házas, 8,8% egyedülálló nő; 36,4% pedig nem család. 32% egyedül élt; 13,9%-uk 65 éves vagy idősebb. Egy háztartásban átlagosan 2,23 személy élt; a családok átlagmérete 2,8 fő.
A város lakóinak 24,3%-a 18 évesnél fiatalabb, 5,2% 18 és 24 év közötti, 22,5%-uk 25 és 44 év közötti, 27,1%-uk 45 és 64 év közötti, 20,9%-uk pedig 65 éves vagy idősebb. A medián életkor 44 év volt. Minden 100 nőre 95,6 férfi jut; a 18 évnél idősebb nőknél ez az arány 91,1.
A háztartások medián bevétele 31 429 amerikai dollár, ez az érték családoknál $39 338. A férfiak medián keresete $29 688, míg a nőké $22 232. A város egy főre jutó bevétele (PCI) $16 755. A családok 6,7%-a, a teljes népesség 11,3%-a élt létminimum alatt; a 18 év alattiaknál ez a szám 13,6%, a 65 évnél idősebbeknél pedig 7,4%.

## Gazdaság
Enterprise-ban számos étterem található (például a Lear’s Main Street Pub, a The Range Rider Cafe, a Heavenly’s, a The Red Rooster, a Cloud Nine Bakery and Cafe, a Happy Garden és a Thai Enterprise). A településen található még a The Terminal Gravity Brewery and Pub boltja és egy Subway étterem.
A legtöbb alkalmazottal (152 fő) a Wallowa Memorial Hospital (a helyi kórház) rendelkezik.
A környéken az Oregoni Marhatenyésztők Szövetségének és a Wallowa megyei Állattenészők Szövetségének és számos más szervezetnek a tagja él. A megye gazdasága leginkább ma is a marhatenyésztésen alapul. A helyi állattartók 24 000 üszőt tartanak, melyekhez nyaranta 8 ezer bértartott állat csatlakozik, továbbá a meleg évszakban további 5000 birkát is legeltetnek. Ezek a tevékenységek körülbelül 17,9 millió dollár bevételt termelnek.
A földeken 3642 hektár búzát, 1700 hektár árpát, és 11 736 hektár szénát termelnek, melyek 25 millió dollárnyi bevételt termelnek; a teljes megyei hozam 2007-ben 43 519 000 dollár volt. A településen cégek és magánszemélyek is vállalnak üvegházbeli bér-növénytermesztést. A magántermelők ügynökséget kívánnak alapítani, valamint terményeikkel megjelennek a nyári vasárnapokon megtartott termelői piacon is.
A városban fekszik két bronzöntöde (Parks Bronze Foundry és TW Bronze Foundry), valamint a települést számos művész, kézműves és zenész nevezi otthonának.

## Infrastruktúra

### Oktatás
A város gimnáziuma a 7–12. osztályok között diákokat fogadó Enterprise High School. 2008-ban a diákok 92%-a (36 fő a 39-ből) érettségizett le.

### Közlekedés
A helyiségben található a négy hektáron elterülő Enterprise-i városi repülőtér.

## Média

### Rádióadók
| Középhullám (AM)      | Középhullám (AM) | Középhullám (AM)           |
| Frekvencia [kHz]      | Hívójel          | Tematika                   |
| --------------------- | ---------------- | -------------------------- |
| 1340                  | KWVR-AM          | Hírek, beszélgetős műsorok |
| Ultrarövidhullám (FM) |                  |                            |
| Frekvencia [MHz]      | Hívójel          | Tematika                   |
| 92,1                  | KWVR-FM          | country                    |
| 102,3                 | KWRL-FM          | Felnőtt kortárs zene       |
| 104,7                 | KCMB-FM          | country                    |

### Újságok
- The Wallowa County Chieftain – 1884 óta megjelenő helyi lap[21]
- Wallowa Valley Online – internetes hírösszefoglaló[22]

## Híres személyek
- Blaine Stubblefield – a National Oldtime Fiddlers' Contest zenei fesztivál alapítója[23]
- Dale T. Mortensen – közgazdasági Nobel-díjas[24]
- Mike Rich – forgatókönyvíró[25]
- William B. Ault – a haditengerészet parancsnoka[26]

## Fordítás
Ez a szócikk részben vagy egészben  az   Enterprise, Oregon című angol Wikipédia-szócikk ezen változatának fordításán alapul.  Az eredeti cikk szerkesztőit annak laptörténete sorolja fel. Ez a jelzés csupán a megfogalmazás eredetét és a szerzői jogokat jelzi, nem szolgál a cikkben szereplő információk forrásmegjelöléseként.